# 巴伯尔道布岛
巴伯尔道布岛 (Babeldaob），也称巴伯尔图阿普岛（Babelthuap) ，是帕劳的最大岛屿，面积为331平方公里，佔了全国超过七成面积。此岛在帕劳最大城市、前首都科罗尔的东北面。现首都恩吉鲁穆德建在此岛上。
与帕劳其他岛屿不同，巴伯尔道布岛多山，拥有全国的最高点──242米高的 Mount Ngerchelchuus.
帕劳第二多人口的艾拉伊州 (Airai) ，位於巴伯尔道布岛的南端。艾拉伊州建有全国的主要机场，和通往科罗尔的科罗尔—巴貝圖阿普大橋。
帕劳的16个州当中，有10个都在巴伯尔道布岛。
- 艾梅利克州 (Aimeliik)
- 艾拉伊州 (Airai)
- 梅莱凯奥克州 (Melekeok)
- 雅拉尔德州 (Ngaraard)
- 雅切隆州 (Ngarchelong)
- 雅德马乌州 (Ngardmau)
- 雅庞州 (Ngatpang)
- 恩切萨尔州 (Ngchesar)
- 埃雷姆伦维州 (Ngaremlengui)
- 宜瓦尔州 (Ngiwal)